# Bridge of Isla
Die Bridge of Isla ist eine Straßenbrücke nahe der schottischen Ortschaft Meikleour in der Council Area Perth and Kinross. 1971 wurde die Bogenbrücke in die schottischen Denkmallisten in der höchsten Denkmalkategorie A aufgenommen.

## Beschreibung
Wenige Meter flussabwärts befand sich möglicherweise eine ältere Brücke. Der Bau der Bridge of Isla wurde am 4. Juni 1794 begonnen und am 18. August 1796 abgeschlossen. Dies geht aus einer Inschrift auf einer eingelassenen Platte hervor.
Der Mauerwerksviadukt überspannt den Isla ein kurzes Stück vor seiner Mündung in den Tay mit fünf ausgemauerten Segmentbögen. Ihr Mauerwerk besteht aus grob zu Quadern behauenem Bruchstein, der zu einem Schichtenmauerwerk verbaut wurde. An den Pfeilern treten spitze Eisbrecher heraus. Die Bridge of Isla führt heute die A93 (Perth–Aberdeen) über den Isla.